# Hochkreuz Ehrenfriedhof (Mönchengladbach)

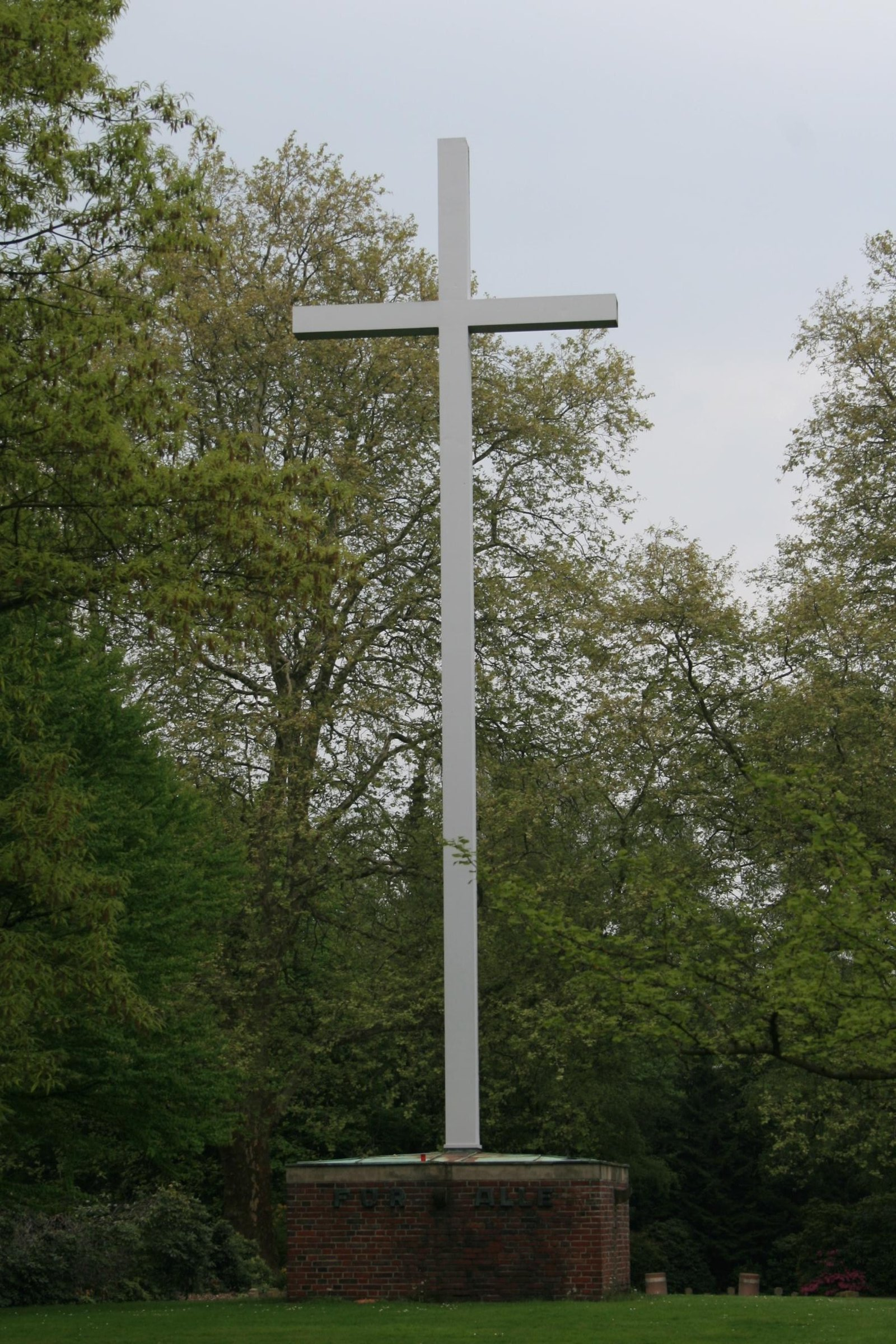
Hochkreuz Ehrenfriedhof

Das Hochkreuz Ehrenfriedhof steht in Mönchengladbach (Nordrhein-Westfalen) in der Peter-Nonnenmühlen-Allee Ecke Stakelberg. Das 1934 erbaute Kreuz ist unter der Nr. P 013 am 7. September 1995 in die Denkmalliste der Stadt Mönchengladbach eingetragen worden.

## Lage
Das Kreuz steht an zentraler Stelle innerhalb eines Rondells in der bereits um 1920 für die Gefallenen des Ersten Weltkrieges angelegten Anlage des Ehrenfriedhofes auf dem Hauptfriedhof.

## Architektur
Das 18 Meter hohe Hochkreuz wurde als Stahlkreuz auf einem rechteckigen, altarähnlichen Backsteinsockel mit abdeckender Ruhrsandstein-Platte errichtet. In die Platte eingraviert: „A. Stief, Arch. B.D.A.“ Auf der Rückseite des Sockels Stifterinschrift: „FÜR ALLE“ und „Gewidmet vom Kreis-Kriegerverband Mönchengladbach“.